# Doktryna precedensu
Doktryna precedensu – nazwa określająca zasady postrzegania roli wyroków sądowych w danym systemie prawnym. 
Wyróżnia się dwa rodzaje doktryny precedensu: 
- wiążącego precedensu – która cechuje kraje posiadające system prawa oparty na common law
- perswazyjnego precedensu –  występująca z w systemach prawa kontynentalnego[1].

Z krajów tzw. kontynentalnej Europy, system mieszany ma Norwegia, gdzie wyroki sądowe są wiążące, podobnie jak w prawie common law.